# 3-as busz (Kazincbarcika)
A kazincbarcikai 3-as jelzésű autóbuszvonal az Autóbusz-állomás és a Vasútállomás között húzódó helyi vonal, amelyet a Volánbusz Zrt. üzemeltet.

## Története
Kazincbarcika első helyi autóbuszjárata 1954-ben, ezen az útvonalon indult útjára. Eleinte a vasúton érkezőket fakaruszok juttatták fel az iparvárosba, később azokat farmotoros Ikarusok váltották, időnként igény volt a duplázott járatokra a Miskolc és Ózd felől érkező embertömegnek. Mindezideig a Rákóczi tér elől indultak az Újváros – Vasútállomás viszonylaton, majd az Irinyi János Szakközépiskola 1961-es felépítése után a mellette kialakított fordulótól, 1973-tól az Egressy Béni út 1. szám alatt átadott autóbusz-állomásról vannak az indítások napjainkig.
2024. január 1-től önkormányzati döntés alapján jóval kevesebb buszjárat közlekedik a jövőben, amely a 3-as helyijáratot is érintette. A munkanapi 5 járatpárból kettőt töröltek, illetve a 3 szabadnapi járatpár és a 4 vasárnapi járatpár teljesen megszűnt. Betétjárata, a 3B-s busz 2 járatpárja is megszűnt. Ezen dátummal több alkalommal is regionális autóbuszok térnek ki a vasútállomásra:
| Vonal száma | Vonal viszonylata                                     | Vasútállomás érintése | Vasútállomás érintése |
| Vonal száma | Vonal viszonylata                                     | Közlekedési rend      | Alkalom               |
| ----------- | ----------------------------------------------------- | --------------------- | --------------------- |
| 4048        | Kazincbarcika – Berente                               | munkanapokon          | 2 járat               |
| 4048        | Kazincbarcika – Berente                               | hétvégén              | 1 járat               |
| 4070        | Kazincbarcika/Berente – Kurityán – Szuhafő            | munkanapokon          | 2 járat               |
| 4070        | Kazincbarcika/Berente – Kurityán – Szuhafő            | szabadnapokon         | 1 járat               |
| 4070        | Kazincbarcika/Berente – Kurityán – Szuhafő            | vasárnapokon          | 2 járat               |
| 4075        | Kazincbarcika/Berente – Felsőnyárád – Aggtelek        | munkanapokon          | 2 járat               |
| 4080        | Kazincbarcika – Rudolftelep – Rudabánya – Kánó        | munkanapokon          | 3 járat               |
| 4080        | Kazincbarcika – Rudolftelep – Rudabánya – Kánó        | szabadnapokon         | 4 járat               |
| 4080        | Kazincbarcika – Rudolftelep – Rudabánya – Kánó        | vasárnapokon          | 3 járat               |
| 4083        | Kazincbarcika – Rudabánya – Szendrő – Rakaca – Viszló | szabadnapokon         | 2 járat               |

## Útvonala
| Autóbusz-állomás – Vasútállomás                                                                                               | Vasútállomás – Autóbusz-állomás                                                                                               |
| --- | --- |
| Autóbusz-állomás ➝ Egressy Béni út ➝ Építők útja ➝ Jószerencsét út ➝ Egressy Béni út ➝ Hadak útja ➝ Vasút utca ➝ Vasútállomás | Vasútállomás ➝ Vasút utca ➝ Hadak útja ➝ Egressy Béni út ➝ Jószerencsét út ➝ Építők útja ➝ Egressy Béni út ➝ Autóbusz-állomás |

## Közlekedése
Indításai munkanapokon történnek, a délutáni órákban három járat indul az állomásra, melyek háromnegyed óra után indulnak vissza.

### Törzsjárművei
A városnak nincs fix, csak helyben közlekedő autóbusza, erre a feladatokra helyközi feladatokat teljesítő buszokat állítanak rá. Az előforduló autóbuszok az alábbiak:
- az LVN-611 rendszámú Credo EN 9,5,
- az RLT-913 rendszámú Neoplan Tourliner,
- az SWR-580 rendszámú Volvo 8900 autóbuszok.
- Ezen felül ritkán megfordul Alfa Regio, Credo Econell 18 Next csuklós, az RTR vagy SSM szériából Credo Econell 12 vagy Scania Touring is.

| Viszonylat                      | Indításszám | Közlekedési rend |
| ------------------------------- | ----------- | ---------------- |
| Autóbusz-állomás – Vasútállomás | 3 pár       | munkanapokon     |

## Megállóhelyei
| 0 | Autóbusz-állomás végállomás | 0 | 0.0 km | 9 1054 3408, 3756, 3763, 3764, 3765, 3766, 3767, 3770, 3772, 3773, 4040, 4041, 4043, 4046, 4047, 4048, 4050, 4052, 4057, 4059, 4060, 4065, 4066, 4069, 4070, 4075, 4080, 4082, 4083, 4084, 4154 |
| 1 | Ifjúmunkás tér              | 2 | 0.8 km | 3408, 3756, 3763, 3764, 3765, 3770, 3772, 3773, 4040, 4041, 4043, 4044, 4047, 4048, 4050, 4052, 4057, 4059, 4060, 4065, 4066, 4069, 4070, 4075, 4080, 4082, 4083, 4084, 4153                    |
| 2 | Kórház                      | 3 | 1.2 km | 1054 3408, 3756, 3763, 3764, 3765, 3770, 3772, 3773, 4040, 4041, 4043, 4044, 4047, 4048, 4050, 4052, 4057, 4059, 4060, 4065, 4066, 4069, 4070, 4075, 4080, 4082, 4083, 4084, 4153               |
| 3 | Városháza                   | 4 | 1.6 km | 1369, 1384, 1410, 1411 3756, 3763, 3764, 3765, 3770, 3772, 3773, 4040, 4041, 4043, 4044, 4047, 4048, 4050, 4052, 4059, 4065, 4063, 4066, 4067, 4069, 4070, 4075, 4080, 4082, 4083, 4084         |
| 4 | Márka ABC                   | 5 | 2.0 km | 1054 4048, 4070, 4075, 4080, 4083 |
| 5 | Vasút utca 1.               | 7 | 2.5 km | 4048, 4070, 4075, 4080, 4083 |
| 6 | Vasútállomás végállomás     | 8 | 2.9 km | 4048, 4070, 4075, 4080, 4083 személyvonat – Kazincbarcika [92.] |